# Глен-Карбон (Іллінойс)
Глен-Карбон (англ. Glen Carbon) — селище (англ. village) в США, в окрузі Медісон штату Іллінойс. Населення — 13 842 особи (2020).

## Географія
Глен-Карбон розташований за координатами 38°45′30″ пн. ш. 89°58′59″ зх. д. / 38.75833° пн. ш. 89.98306° зх. д. (38.758246, -89.983121).  За даними Бюро перепису населення США в 2010 році селище мало площу 26,38 км², з яких 25,99 км² — суходіл та 0,38 км² — водойми.

## Демографія
Згідно з переписом 2010 року, у селищі мешкали 12 934 особи в 5138 домогосподарствах у складі 3402 родин. Густота населення становила 490 осіб/км².  Було 5471 помешкання (207/км²).
Расовий склад населення:
| - 87,7 % — білих - 7,4 % — чорних або афроамериканців - 2,0 % — азіатів - 0,3 % — корінних американців |

До двох чи більше рас належало 1,8 %. Частка іспаномовних становила 2,2 % від усіх жителів.
За віковим діапазоном населення розподілялося таким чином: 23,1 % — особи молодші 18 років, 62,8 % — особи у віці 18—64 років, 14,1 % — особи у віці 65 років та старші. Медіана віку мешканця становила 36,7 року. На 100 осіб жіночої статі у селищі припадало 93,6 чоловіків;  на 100 жінок у віці від 18 років та старших — 89,4 чоловіків також старших 18 років.
Середній дохід на одне домашнє господарство  становив 87 909 доларів США (медіана — 70 225), а середній дохід на одну сім'ю — 107 692 долари (медіана — 93 879). Медіана доходів становила 69 054 долари для чоловіків та 41 780 доларів для жінок. За межею бідності перебувало 5,8 % осіб, у тому числі 1,8 % дітей у віці до 18 років та 7,0 % осіб у віці 65 років та старших.
Цивільне працевлаштоване населення становило 6368 осіб. Основні галузі зайнятості: освіта, охорона здоров'я та соціальна допомога — 31,7 %, виробництво — 13,8 %, роздрібна торгівля — 10,7 %, мистецтво, розваги та відпочинок — 8,5 %.